# Beurener Bach (Steinach)
Der Beurener Bach ist ein etwas über 5 Kilometer langer und rechter Zufluss der mittleren Steinach in Frickenhausen im Landkreis Esslingen im mittleren Baden-Württemberg.

## Geographie

### Verlauf

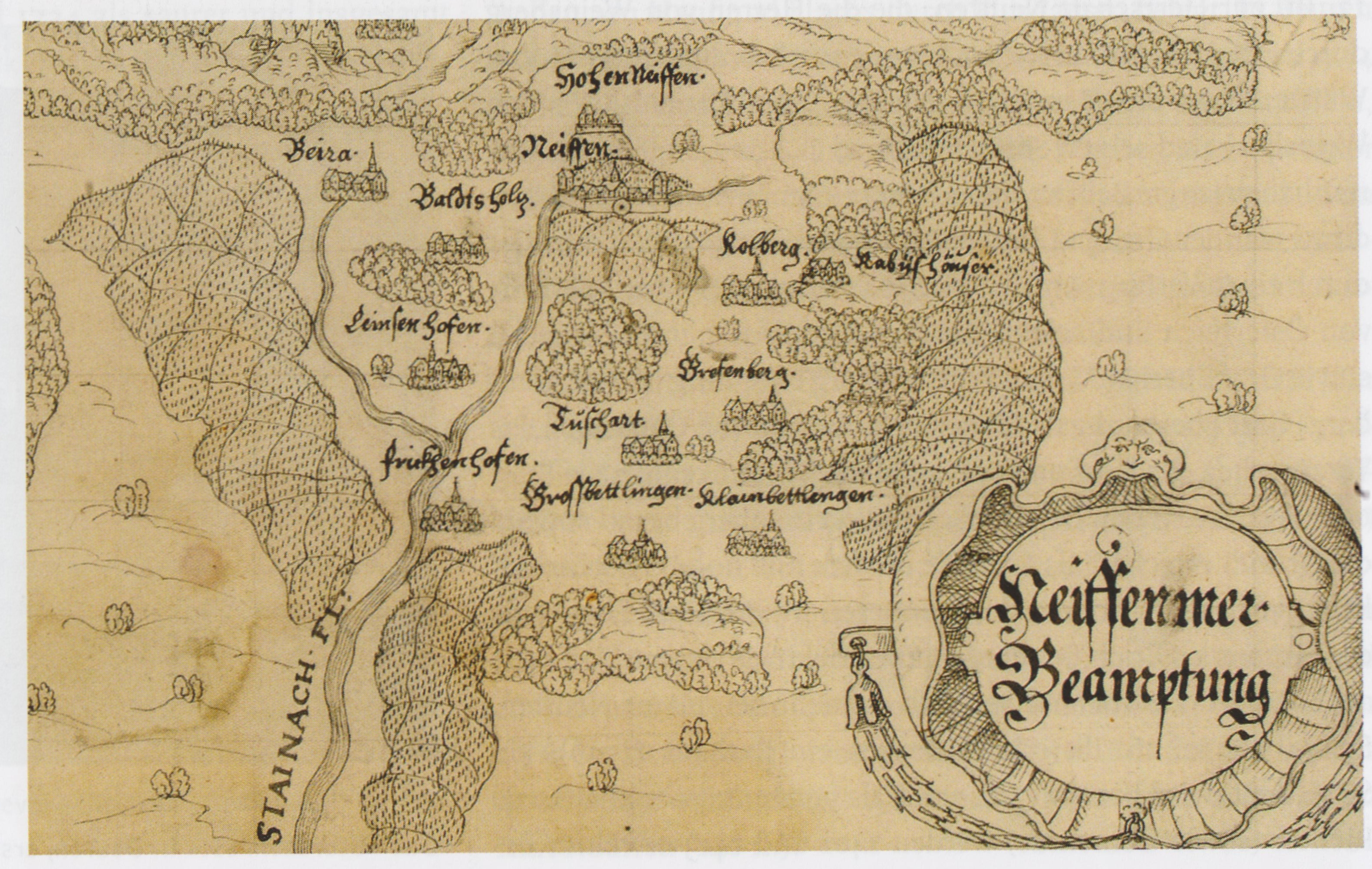
Der Beurener Bach auf einer Karte um 1600

Der Beurener Bach entsteht als Tobelbach im Beurener Talkessel am Trauf der Schwäbischen Alb südöstlich von Beuren. Er läuft dann nach Norden durchs Neuffener Tal und mündet in Linsenhofen in die Steinach. Ab der Markungsgrenze zu Linsenhofen führt er den Namen Beurener Bach. Umgangssprachlich wird der Beurener Bach auch als Erlenbach bezeichnet.

### Einzugsgebiet
Der Beurener Bach hat ein 7,521 km² großes Einzugsgebiet, dessen oberster Teil den Albtrauf der Mittleren Kuppenalb von der Bassgeige im Nordosten bis zum Hohenneuffen im Westen umfasst und also zum Naturraum der Schwäbischen Alb gerechnet wird.

### Zuflüsse
Von der Quelle zur Mündung. Längen nach der amtlichen Gewässerkarte.
- Kuchelbach, von links und Südosten in Beuren, 0,9 km
- Herbstwiesenbach von links und Süden gegen Ende von Beuren, 1,8 km
- (Bach vom Spitzenberg), von rechts und Ostnordosten nach dem Ortsende von Beuren, 0,8 km
- Unteres Wiesenbächle von rechts und Osten, 1,0 km
- (Bach aus dem Stumpenwald), von rechts und Nordosten an der Gemeindegrenze zu Frickenhausen vor Linsenhofen, 0,6 km

## Umwelt
- Ab der Gemeindegrenze von Frickenhausen ist der Beurener Bach als Naturdenkmal ausgewiesen.